# Ip (Sălaj)
Ip (Roemeens); Ipp (Hongaars) is een gemeente in het district Sălaj, Roemenië. De gemeente bestaat uit vijf dorpen: Cosniciu de Jos (Alsókaznacs), Cosniciu de Sus (Felsőkaznacs), Ip, Zăuan (Szilágyzovány) and Zăuan-Băi (Zoványfürdő).

## Bevolking
De gemeente Ip had tijdens de volkstelling in 2011 in totaal 3.648 inwoners. De relatieve meerderheid hiervan (1748 personen) waren etnische Hongaren.
De gemeente maakt onderdeel uit van de Hongaarstalige regio Szilágyság.
- Hongaren: 1 748 (48%)
- Roemenen: 1 383 (38%)
- Roma Zigeuners: 425 (12%)

Totaal: 3 648 inwoners

## Bezienswaardigheden
- Hongaars Gereformeerde Kerk in Ip, gebouwd in de 16e eeuw.